# Kabinett Mantere
Das Kabinett Mantere war das 16. Kabinett in der Geschichte Finnlands. Es amtierte vom 22. Dezember 1928 bis zum 16. August 1929. Das Kabinett bestand  
aus Ministern des Nationalen Fortschrittspartei (ED) sowie Parteilosen.

## Minister
| Ressort                                   | Name                 | Partei     | Amtszeitbeginn    | Amtszeitende     |
| ----------------------------------------- | -------------------- | ---------- | ----------------- | ---------------- |
| Ministerpräsident                         | Oskari Mantere       | ED         | 22. Dezember 1928 | 16. August 1929  |
| Äußeres                                   | Hjalmar Procopé      | unabhängig | 22. Dezember 1928 | 16. August 1929  |
| Justiz                                    | Anton Kotonen        | unabhängig | 22. Dezember 1928 | 18. Februar 1929 |
| Justiz                                    | Oiva Huttunen        | unabhängig | 18. Februar 1929  | 16. August 1929  |
| Inneres                                   | Toivo Kivimäki       | ED         | 22. Dezember 1928 | 16. August 1929  |
| Verteidigung                              | Aimo Kaarlo Cajander | ED         | 22. Dezember 1928 | 16. August 1929  |
| Finanzen                                  | Hugo Relander        | unabhängig | 22. Dezember 1928 | 16. August 1929  |
| Bildung                                   | Lauri Ingman         | unabhängig | 22. Dezember 1928 | 16. August 1929  |
| Landwirtschaft                            | Eemil Linna          | ED         | 22. Dezember 1928 | 16. August 1929  |
| stellvertretender Landwirtschaftsminister | Uuno Brander         | ED         | 22. Dezember 1928 | 16. August 1929  |
| Verkehr und öffentliche Arbeiten          | Jalmar Castrén       | unabhängig | 22. Dezember 1928 | 16. August 1929  |
| Handel und Industrie                      | Kyösti Järvinen      | unabhängig | 22. Dezember 1928 | 16. August 1929  |
| Soziales                                  | Niilo A. Mannio      | ED         | 22. Dezember 1928 | 16. August 1929  |